# シェルター (バンド)
シェルター(Shelter)は、アメリカのポップ・パンク／メロディック・ハードコアバンド。1991年にニューヨークでレイ・カッポを中心に結成。歌詞にヒンドゥー教的な性格が強いことから、シェルターの音楽はクリシュナコアと形容される。

## 作品

### アルバム
- Perfection of Desire （1990年）
- Quest for Certainty （1992年）
- Shelter Bhajan （1993年）
- Standard Temple
- Mantra （1995年）
- Beyond Planet Earth （1998年）
- When 20 Summers Pass （2000年）
- The Purpose, The Passion （2001年）
- Eternal （2006年）